# Franc Delčnjak
Franc Delčnjak, slovenski harmonikar, * 18. december 1939, Spodnji Dolič pri Mislinji, † 15. november 1969, Škale

## Rojstvo
Delčnjak se je rodil 18. decembra 1939 v Spodnjem Doliču pri Mislinji v družini, kjer so bili trije otroci: Franc je bil najstarejši, druga je bila sestra Anica, najmlajši pa Božo.
Delčnjakova starša se nista ukvarjala z glasbo, toda mama je bila odlična pevka. V sorodstvu je imel veliko stricev glasbenikov. Nasploh pa je Franc že od malih nog rad poslušal glasbo, vse zvrsti, od klasične pa je imel najraje Straussa.
Franc je začel igrati diatonično harmoniko pri 16. letih. Oče mu jo je priskrbel tako, da je prodal radijski sprejemnik in mu jo kupil. 
Imel je t. i. absolutni posluh. Vse pesmi, ki jih je kje slišal, si je takoj zapomnil in jih znal zaigrati brez not, samo po posluhu. Bil je samouk.
V mladosti se je veliko ukvarjal s športom. Bil je eden najbolj obetavnih vratarjev pri NK Rudar iz Velenja, pri teku na 1000 metrov je dosegal zavidljive rezultate, pred poukom na obrtni šoli je večkrat tekel na dolge proge.

## Glasbena pot
Svojo prvo slavo je doživel pri 14. letih, ko je zaigral na neki poroki v Socki, ko se je tamkajšnji godec utrudil. Pozneje je večinoma igral na porokah. To je bilo od njegovega 14 do 17 leta.
V tem obdobju sta mu s svojim znanjem veliko pomagala Matija Kovač in Avgust Mravljak. Kovač je živel v Švici in je  znal harmoniko igrati precej drugače kot ljudski muzikanti, nekoliko bolj odrezavo, po avstrijsko, medtem, ko je bil Mravljak ljudski muzikant, in se je prav tako učil pri Kovaču, marsikaj pa sta se s Francem naučila tudi skupaj. Kovač je imel bogato glasbeno znanje, saj je v Švici več kot 20 let igral pri godbi.
Na javni radijski oddaji Pokaži, kaj znaš je leta 1964 kot solist dosegel prvo mesto. V oddaji Slovenski ansambli tekmujejo pa je prvo nagrado prav tako dobil njegov trio. V javni radijski oddaji Koncert iz naših krajev je nastopil dvakrat.
Trio Franca Delčnjaka se je v javnosti pojavil leta 1965. Veliko je igral na porokah, veselicah in na družabnih večerih. Z njim sta igrala Franc Korotančnik, kontrabas, in Ivan Hriberšek, kitaro.
Po Delčnjakovi smrti leta 1972 je Viki Ašič posnel še 2 pesmi, ki jih Delčnjaku ni uspelo, in sicer Na martinovanju ter Noč pod Lokami. Ašič ju je posnel na svoji veliki plošči Haloze sončne (RTB, LP 1303).
Franc Delčnjak in Viki Ašič sta bila zelo dobra prijatelja in skupaj veliko igrala tudi v gostišču pri Berti v Hudi Lukni

## Delo
Franc je bil zaposlen v Velenjskem rudniku, v mizarski delavnici (mizar je bil tudi njegov oče). Delo mizarskega pomočnika ga ni posebno zanimalo, sicer pa so ga invalidsko upokojili tri leta pred njegovo smrtjo.

## Prezgodnja smrt
Preden je v ponedeljek odšel v bolnišnico, je čez vikend še igral. Verjetno pa je, da je ob igranju premalo pazil nase, pa tudi goreč motorist je bil, a nikoli ni pretiraval s hitrostjo.
Delčnjak je umrl za posledicami pljučnice, ki je v mladosti ni popolnoma prebolel. Bolezen se mu je preselila na ledvice, verjetno tudi zaradi preveč zaužitih zdravil. Bolehal je cela tri leta. Umrl je 15. novembra 1969. Ni bil poročen. Na njegov pogreb je prišlo veliko ljudi  iz Slovenije in celo iz Zagreba. Pokopan je na pokopališču v Škalah pri Velenju.
Zmotno je mišljenje, da je Delčnjak umrl zaradi pijače. Pijači se ni vdajal, popil je toliko kot vsak zmeren pivec.

## Zanimivosti
V Škalah vsako leto v juliju v okviru Vaške olimpiade priredijo Memorial Franca Delčnjaka, na katerem igra od 10 do 15 godcev samo njegove melodije oz. tiste, ki jih je posnel on.

## Seznam vseh Delčnjakovih pesmi
- Spomin s hribov
- Na Homcu
- Na samotnih poteh
- Pod gorami
- Večer na vasi
- Na martinovanju
- Noč pod Lokami
- Na obronkih slemena
- Čreda v galopu
- Palčev valček
- Na gradu Turn
- Rudarski dom